# Gümüşyazı, Gülşehir
Gümüşyazı là một xã thuộc huyện Gülşehir, tỉnh Nevşehir, Thổ Nhĩ Kỳ. Dân số thời điểm năm 2011 là 124 người.